# Szybkość reakcji chemicznej
Szybkość reakcji chemicznej – szybkość przybywania lub ubywania reagenta w wyniku przebiegu reakcji chemicznej.
Szybkość reakcji chemicznej definiuje się jako zmianę liczby moli składnika odniesienia w czasie.
Najczęściej spotykane równania:
{\displaystyle r_{A}=\pm {\frac {1}{V}}}{\displaystyle {\frac {dn_{A}}{dt}},}
{\displaystyle r_{A}=\pm {\frac {1}{m}}}{\displaystyle {\frac {dn_{A}}{dt}},}
{\displaystyle r_{A}=\pm {\frac {1}{S}}}{\displaystyle {\frac {dn_{A}}{dt}},}
gdzie:
{\displaystyle \pm } – znak minus odnosi się do substratu, znak plus do produktu,
{\displaystyle A} – składnik odniesienia (najczęściej substrat),
{\displaystyle n_{A}} – liczba moli składnika odniesienia,
{\displaystyle V} – objętość przestrzeni reakcyjnej,
{\displaystyle m} – masa katalizatora,
{\displaystyle S} – powierzchnia kontaktu międzyfazowego.
Pierwsza z nich odnosi się do reaktora zbiornikowego pracującego okresowo, druga do reaktora rurowego przepływowego, a trzecia do sytuacji, gdy w układzie reakcyjnym występują dwie fazy.
W literaturze przedmiotu spotyka się też równanie słuszne w przypadku V = const:
{\displaystyle r_{A}=\pm {\frac {dc_{A}}{dt}},}
gdzie:
{\displaystyle c_{A}} – stężenie molowe składnika odniesienia.